# Linares de Mora
Linares de Mora (aragónul Linars de Mora) település Spanyolországban, Teruel tartományban. Linares de Mora Alcalá de la Selva, Valdelinares, Mosqueruela, Puertomingalvo, Villahermosa del Río, Cortes de Arenoso és Nogueruelas községekkel határos. Lakosainak száma 233 fő (2024).

## Népesség
A település népessége az utóbbi években az alábbiak szerint változott:
| Lakosok száma | 289  | 329  | 309  | 328  | 296  | 274  | 260  | 234  | 235  | 233  |
|               | 2001 | 2004 | 2007 | 2009 | 2012 | 2014 | 2017 | 2019 | 2022 | 2024 |